# Télégénie
La télégénie est la capacité à bien figurer à la télévision. Le terme semble avoir été créé par André Bazin, critique de cinéma et de télévision,.

## Annexe